# Lacertaspis chriswildi
Espèce
Synonymes
- Panaspis chriswildi Böhme & Schmitz, 1996

Lacertaspis chriswildi est une espèce de sauriens de la famille des Scincidae.

## Répartition
Cette espèce est endémique du massif du Tchabal Mbabo au Cameroun.

## Étymologie
Cette espèce est nommée en l'honneur de Christopher Wild, qui a recueilli les spécimens types.

## Publication originale
- Böhme & Schmitz, 1996 : A new lygosomine skink (Lacertilia: Scincidae: Panaspis) from Cameroon [description of Panaspis chriswildi]. Revue Suisse de Zoologie, vol. 103, no 3, p. 767-774 (texte intégral).